# بوب موراليس
بوب موراليس (بالإنجليزية: Bob Morales)‏ هو دراج أمريكي، ولد في 7 ديسمبر 1963 في ريدوندو بيتش في الولايات المتحدة.